# Veronika Terézia Racková
MUDr. Veronika Terézia Racková SSpS (8. ledna 1958, Bánov, Československo – 20. května 2016, Nairobi, Keňa) byla slovenská misionářka, bývalá provinciálka Misijní kongregace služebnic Ducha Svatého na Slovensku. Byla profesí lékařka, měla zkušenosti z práce v řadě evropských zemí, ale také v Indonésii a Ghaně. Naposled pracovala jako vedoucí zdravotního střediska sv. Bakhity ve městě Yei v Jižním Súdánu.
Při své práci byla postřelena příslušníky armádní jednotky, která měla zajišťovat noční bezpečnost civilistů. O čtyři dny později na následky útoku zemřela.

## Život
Studovala na gymnáziu v Šuranech, poté na Karlově univerzitě v Praze. Po roční práci lékařky vstoupila do kláštera v Římě. Dne 1. listopadu 1982 byla oficiálně přijata do Misijní kongregace služebnic Ducha Svatého. Řeholní sliby složila v roce 1989.
Působila v Itálii, Holandsku, Německu, Rakousku, Irsku, Velké Británii, ale také Indonésii nebo Ghaně. Posledním místem jejího působení bylo zdravotní středisko sv. Bakhity ve městě Yei v Jižním Súdánu.

## Úmrtí
Dne 16. května 2016 po půlnoci, když se vracela sanitkou po odvozu těhotné ženy do nemocnice, zaútočili na její vůz ozbrojenci a vážně ji zranili. Po dvou operacích roztříštěné pánve v místní nemocnici byla převezena helikoptérou do keňského hlavního města Nairobi na další operaci.
Jako pachatelé byli zadrženi tři vojáci z armádní jednotky Joint Operation Unit, která má v oblasti zajišťovat noční bezpečnost civilistů. Ministr informací státu Yei River Stephen Lodu Onesimo událost označil za „nedisciplinovaný a barbarský čin ze strany armády“.
Dne 20. května 2016 svým zraněním podlehla, bylo jí 58 let. Z úcty k jejím činům bylo pak její tělo letecky přepraveno zpět do jihosúdánského Yei, kde byla pohřbena.